# Giro della Provincia di Reggio Calabria 1977
Il Giro della Provincia di Reggio Calabria 1977, trentottesima edizione della corsa, si svolse il 27 marzo 1977 su un percorso di 241,2 km, con partenza e arrivo a Reggio Calabria. La vittoria fu appannaggio dell'italiano Costantino Conti, che completò il percorso in 5h59'40", alla media di 40,237 km/h, precedendo i connazionali Pierino Gavazzi e Giuseppe Saronni.

## Ordine d'arrivo (Top 10)
| Pos. | Corridore           | Squadra              | Tempo    |
| ---- | ------------------- | -------------------- | -------- |
| 1    | Costantino Conti    | Zonca                | 5h59'40" |
| 2    | Pierino Gavazzi     | Jollj Ceramica       | a 0'06"  |
| 3    | Giuseppe Saronni    | Scic                 | s.t.     |
| 4    | Roberto Ceruti      | G.B.C.-Itla-TV Color | s.t.     |
| 5    | Francesco Moser     | Sanson               | s.t.     |
| 6    | Carmelo Barone      | Fiorella             | s.t.     |
| 7    | Marcello Bergamo    | Zonca                | s.t.     |
| 8    | Leonardo Mazzantini | Zonca                | s.t.     |
| 9    | Vittorio Algeri     | G.B.C.-Itla-TV Color | s.t.     |
| 10   | Carlo Zoni          | Brooklyn             | s.t.     |